# Ajn al-Kurum
Ajn al-Kurum (arab. عين الكروم) – miejscowość w Syrii, w muhafazie Hama. W 2004 roku liczyła 3929 mieszkańców.